# Armoriale dei comuni del cantone LUX 09 - Redange
Questa pagina contiene le armi (stemma e blasonatura) dei comuni del Cantone di Redange, Lussemburgo.
| Stemma | Nome del comune e blasonatura |
| ------ | --- |
|        | Beckerich Partito d'oro e d'azzurro a due pastorali addossati dell'uno nell'altro, moventi dalla punta e attraversanti sulla partizione, i pastorali sostenuti a destra da un lupo rivoltato al naturale e a sinistra da un leone d'argento Incongruenza tra disegno e blasonatura: I pastorali sono moventi dalla punta.                                   |
|        | Ell Burellato d'argento e d'azzurro di dieci pezzi, alla bordura di nero; sul tutto di rosso, allo scaglione alzato d'argento, accompagnato da una croce ancorata dello stesso in punta |
|        | Grosbous Inquartato in decusse: nel 1º e nel 4º di rosso al garofano di cinque foglie d'argento; nel 2º e 3º d'oro al leone di rosso, quello nel 2º rivoltato |
|        | Préizerdaul D'oro, alla fascia contrinnestata di rosso, accompagnata da un giglio d'azzurro in capo, affiancato da due stelle (5) di rosso, e da una stella (5) di rosso in punta |
|        | Rambrouch Di nero, alla rosa d'oro punteggiata di verde, mantellato d'oro, caricato di due fusi di nero; al capo d'azzurro caricato da una perla a goccia d'argento, incastonata e anellata d'oro, accompagnata da due crocette scorciate d'argento |
|        | Redange Burellato d'argento e di rosso di dieci pezzi, alla banda d'azzurro caricata di tre stelle (6) d'oro |
|        | Saeul Inquartato in decusse: nel 1° e 4° d'argento, a due fasce di rosso; nel 2° di rosso, alla croce ancorata d'argento; nel 3° di rosso, alla croce ancorata d'oro |
|        | Useldange Burellato d'argento e di rosso di dieci pezzi, alla croce ancorata d'azzurro |
|        | Vichten Burellato d'argento e di rosso di dieci pezzi, al palo d'oro, caricato di una banda di rosso e accompagnato da due stelle (6) d'oro |
|        | Wahl Inquartato: nel 1° e 4° burellato d'argento e d'azzurro di dieci pezzi, al leone di rosso armato e lampassato d'oro; nel 2° e 3° burellato d'argento e di rosso di dieci pezzi; alla croce di nero attraversante sulla partizione, caricata di una croce trifogliata d'oro sovraccaricata di cinque torte di rosso nel cuore e nel centro dei trifogli |